# Imperador do Japão
Imperador do Japão é o título do Chefe de Estado e Chefe da Família Imperial Japonesa. Segundo a constituição de 1947, ele é definido como "o símbolo do Estado e da unidade do povo" e seu título deriva da "vontade do povo, que é o soberano". A Lei da Casa Imperial rege a linha de sucessão imperial. A Suprema Corte não possui poder judicial sobre ele. Ele também é o chefe da religião xintoísta. Em japonês, o imperador é chamado de Tennō (天皇), literalmente "soberano celestial" ou "imperador de Deus". A religião japonesa xintoísta considera que ele é o descendente direto da deusa do sol Amaterasu. O imperador é também o chefe de todas as ordens, condecorações, medalhas e prêmios nacionais japoneses.
Atualmente, o Imperador do Japão é o único Chefe de Estado no mundo que possui o título de Imperador. A Casa Imperial do Japão é a mais antiga casa monárquica contínua do mundo. As origens históricas dos imperadores estão ligadas ao final do Período Kofun dos séculos III a VI d.C., mas de acordo com os relatos tradicionais do Kojiki (concluído em 712) e Nihon Shoki (concluído em 720), o Japão foi fundado em 660 a.C. pelo Imperador Jimmu , que se dizia ser um descendente direto de Amaterasu. Naruhito é o atual imperador do Japão. Ele ascendeu ao Trono do Crisântemo após a abdicação de seu pai, o Imperador Emérito Akihito, em 1 de maio de 2019.
O papel do Imperador do Japão tem alternado historicamente entre um papel simbólico amplamente cerimonial e o de um governante imperial real. Desde o estabelecimento do primeiro xogunato em 1199, os imperadores do Japão raramente assumiram o papel de comandantes supremos do campo de batalha, ao contrário de muitos monarcas ocidentais. Os imperadores japoneses quase sempre foram controlados por forças políticas externas, em vários graus. Por exemplo, entre 1192 e 1867, os xoguns, ou seus regentes shikken em Kamakura (1203–1333), foram os governantes de facto do Japão, embora tenham sido nomeados nominalmente pelo imperador. Após a Restauração Meiji em 1867, o imperador era a personificação de todo o poder soberano no reino, conforme consagrado na Constituição Meiji de 1889. Desde a promulgação da atual Constituição do Japão, em 1947, o papel de imperador foi relegado a de um chefe de Estado cerimonial sem mesmo poderes políticos nominais.
Desde meados do século XIX, o Palácio Imperial foi chamado de Kyūjō (宮城), mais tarde Kōkyo (皇居), e está localizado no antigo local do Castelo Edo, no coração de Tóquio, a atual capital do Japão. Anteriormente, os imperadores residiram em Kyoto (a antiga capital) por quase onze séculos. O aniversário do imperador (atualmente 23 de fevereiro) é um feriado nacional.

## Funções
Ao contrário da maioria dos monarcas constitucionais, o imperador não é o chefe executivo nominal. O Artigo 65 da Constituição do Japão confere explicitamente o poder executivo ao Gabinete, do qual o primeiro-ministro é o líder. O imperador também não é o comandante-em-chefe das Forças de Autodefesa do Japão. A Lei das Forças de Autodefesa do Japão de 1954 também atribui explicitamente esse papel ao primeiro-ministro.

Estandarte do Imperador do Japão

Os poderes do imperador são limitados apenas a importantes funções cerimoniais. O Artigo 4 da Constituição estipula que "O imperador deverá desempenhar apenas os atos de matéria do Estado como previsto na Constituição e ele não deverá ter poderes relacionados ao governo". O artigo 3 também estipula que "o conselho e aprovação do gabinete deverão ser requeridos em todas as ações do imperador em questões de Estado".
Embora o imperador nomeie formalmente o primeiro-ministro para o cargo, o Artigo 6 da Constituição exige que ele nomeie o candidato "como designado pela Dieta", sem dar ao imperador o direito de recusar a nomeação.
O Artigo 6 da Constituição delega ao imperador as seguintes funções cerimoniais:
- Nomeação o Primeiro Ministro como designado pela Dieta;
- Nomeação do ministro-presidente da Suprema Corte, como designado pelo Gabinete.

Os outros deveres do imperador são definidos no Artigo 7 da Constituição, onde se afirma que "o imperador, sob o conselho e aprovação do gabinete, deverá executar os seguintes atos em matéria de Estado em nome do povo". Na prática, porém, todas essas funções são exercidas apenas de acordo com as instruções vinculativas do Gabinete:
- Promulgação de emendas constitucionais, leis, ordens do gabinete e tratados;
- Convocação da Dieta;
- Dissolução da Casa dos Representantes;
- Proclamação das eleições gerais dos membros da Dieta;
- Atestação da indicação e demissão dos ministros de Estado e de outros oficiais conforme estabelecido por lei, a nomeação e o credenciamento de embaixadores e ministros;
- Atestação da anistia geral e especial, comutação da punição, prorrogação e restauração dos direitos;
- Outorga de honrarias;
- Atestação dos instrumentos de ratificação e outros documentos diplomáticos conforme estabelecido por lei;
- Recebimento de embaixadores e ministros estrangeiros;
- Execução de funções cerimoniais.

Cerimônias regulares do imperador com base constitucional são as Investiduras Imperiais (親任式, Shinninshiki) no Palácio Imperial de Tóquio e a cerimônia do Discurso do Trono na Câmara dos Conselheiros no Edifício da Dieta Nacional. A última cerimônia abre as sessões ordinárias e extraordinárias da Dieta. As sessões ordinárias são abertas anualmente em janeiro e também após novas eleições para a Câmara dos Representantes. As sessões extraordinárias geralmente acontecem no outono e são abertas então.[carece de fontes?]

## História

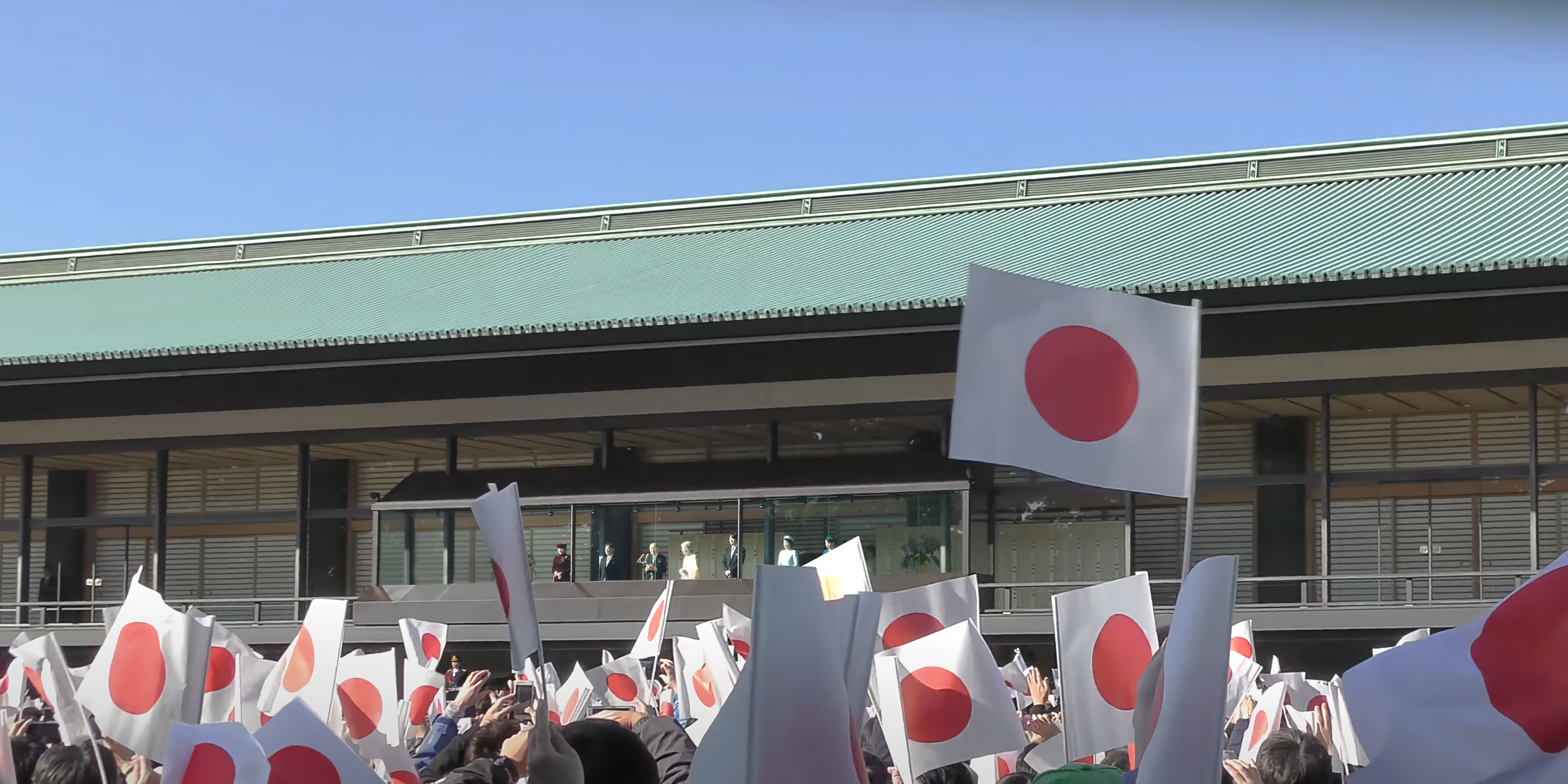
Uma profusão de bandeiras saúda o Imperador Akihito no Palácio Imperial no seu aniversário, em 23 de dezembro de 2017

Embora o imperador tenha sido um símbolo de continuidade com o passado, o grau de poder exercido pelo imperador do Japão variaram consideravelmente ao longo da história japonesa. No início do século VII, o imperador começou a ser chamado de "Filho do Céu" (天子, tenshi ou 天子様 tenshi-sama).

### Origem
O título de imperador foi emprestado da China, sendo derivado de caracteres chineses e foi retroativamente aplicado aos lendários governantes japoneses que reinaram antes dos séculos VII a VIII d.C.
De acordo com o relato tradicional do Nihon Shoki, o Japão foi fundado pelo Imperador Jimmu em 660 a.C. Os historiadores modernos geralmente acreditam que os imperadores até Suinin são "amplamente lendários", pois não há material suficiente disponível para verificação e estudo sobre suas vidas. Do Imperador Keiko até o Imperador Ingyo (376–453 d.C.) são considerados reais. O Imperador Ankō (401–456) do século V d.C., tradicionalmente o 20.º imperador, é o primeiro governante histórico de todo ou parte do Japão geralmente aceito. O reinado do Imperador Kimmei (c. 509–571 d.C.), o 29.º imperador, é o primeiro para o qual a historiografia contemporânea é capaz de atribuir datas verificáveis; no entanto, os nomes e datas convencionalmente aceitos dos primeiros imperadores não foram confirmados como "tradicionais" até o reinado do Imperador Kammu (737–806), o 50.º soberano da dinastia Yamato.
As informações arqueológicas sobre os primeiros governantes históricos do Japão podem estar nas antigas tumbas conhecidas como kofun, construídas entre o início do século III e o início do século VII d.C. No entanto, desde a era Meiji, a Agência da Casa Imperial se recusou a abrir os kofun ao público ou aos arqueólogos, citando seu desejo de não perturbar os espíritos dos antigos imperadores. Em dezembro de 2006, a Agência da Casa Imperial mudou sua posição e decidiu permitir que pesquisadores entrassem em alguns dos kofun sem restrições.[carece de fontes?]

### Controle faccionário
Houve seis famílias não imperiais que controlaram imperadores japoneses: os Soga (década de 530–645), os Fujiwara (década de 850–1070), os Taira (1159–década de 1180), os Minamoto (e Kamakura Bakufu) (1192–1333), os Ashikaga (1336–1565) e os Tokugawa (1603–1867). No entanto, cada xogum das famílias Minamoto, Ashikaga e Tokugawa teve que ser oficialmente reconhecido pelos imperadores, que ainda eram a fonte da soberania, embora não pudessem exercer seus poderes independentemente do shogunato.

### Disputas
O crescimento da classe dos samurais a partir do século X gradualmente enfraqueceu o poder da família imperial sobre o reino, levando a um período de instabilidade. Os imperadores costumam entrar em conflito com o xogum reinante de tempos em tempos. Alguns exemplos, como a rebelião do Imperador Go-Toba de 1221 contra o xogunato Kamakura e a Restauração Kemmu de 1336 sob o imperador Go-Daigo, mostram a luta pelo poder entre a corte imperial e os governos militares japoneses.

### Assuntos territoriais
Até séculos recentes, o território do Japão não incluía várias regiões remotas de seu território moderno. O nome Nippon só passou a ser usado muitos séculos após o início da atual linha imperial. O governo centralizado só começou a aparecer pouco antes e durante o tempo do Príncipe Shōtoku (572–622). O imperador parecia mais uma personificação reverenciada da harmonia divina do que o chefe de uma administração governante real. No Japão, sempre foi fácil para senhores ambiciosos manter o poder real, já que tais posições não foram inerentemente contraditórias com a posição do imperador. O governo parlamentarista hoje continua uma coexistência semelhante com o imperador, assim como vários xoguns, regentes, senhores da guerra, guardiões, etc.

Historicamente, os títulos de Tennō em japonês nunca incluíram designações territoriais como é o caso de muitos monarcas europeus. A posição do imperador é um fenômeno independente do território — o imperador é o imperador, mesmo que tenha seguidores apenas em uma província (como às vezes acontecia com as cortes do sul e do norte).

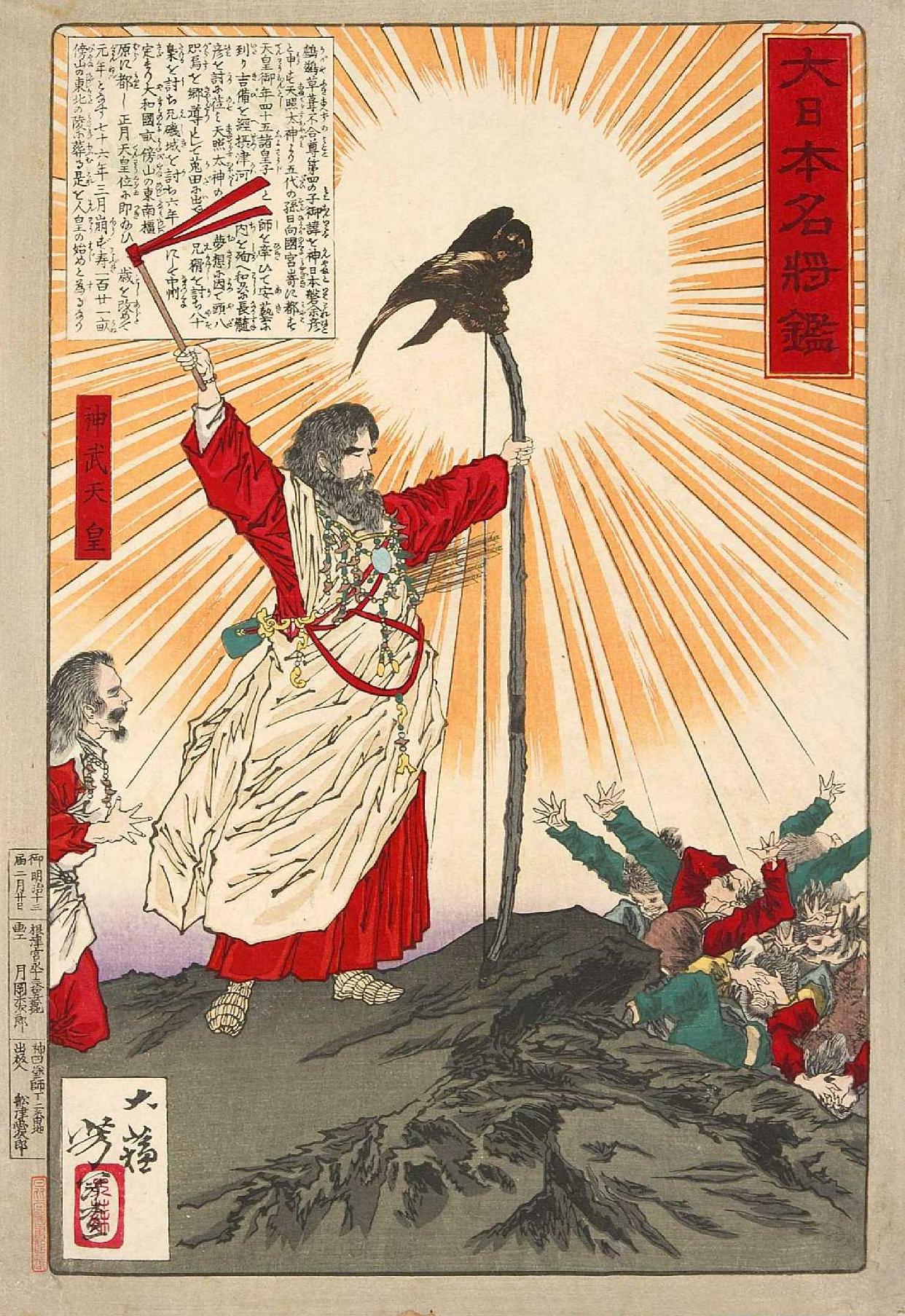
Imperador Jimmu

### Xoguns
De 1192 a 1867, a soberania do estado foi exercida pelos xoguns, ou seus regentes shikken (1203–1333), cuja autoridade era conferida por mandado imperial. Quando os exploradores portugueses tiveram o primeiro contato com os japoneses (ver período Nanban), eles descreveram as condições japonesas em analogia, comparando o imperador com grande autoridade simbólica, mas pouco poder político, ao papa, e o xogum aos governantes europeus seculares (por exemplo, ao Imperador Romano-Germânico). Mantendo a analogia, eles até usaram o termo "imperador" em referência aos xoguns e seus regentes, por ex. no caso de Toyotomi Hideyoshi, a quem os missionários chamavam de "Imperador Taico-sama" (de Taikō e do honorífico sama).

### Restauração Meiji
Depois que os Barcos Negros do Comodoro Matthew C. Perry da Marinha dos Estados Unidos abriram o Japão à força para o comércio exterior, e o xogunato se mostrou incapaz de impedir os intrusos "bárbaros", o Imperador Komei começou a se afirmar politicamente. No início da década de 1860, a relação entre a corte imperial e o xogunato estava mudando radicalmente. Domínios insatisfeitos e rōnin começaram a se reunir ao chamado de sonnō jōi ("reverencie o imperador, expulse os bárbaros"). Os domínios de Satsuma e Chōshū, inimigos históricos dos Tokugawa, usaram essa turbulência para unir suas forças e conquistaram uma importante vitória militar fora de Kyoto contra as forças Tokugawa.
Em 1868, o Imperador Meiji foi restaurado ao poder total nominal e o xogunato foi dissolvido. Uma nova constituição descreveu o imperador como "o chefe do Império, combinando em si os direitos de soberania", cujos direitos incluíam sancionar e promulgar leis, executá-las e exercer o "comando supremo do Exército e da Marinha". A conferência de ligação criada em 1893 também fez do imperador o líder do Quartel-General Imperial.

### Segunda Guerra Mundial
O papel do imperador como chefe da religião xintoísta do Estado foi explorado durante a guerra, criando um culto imperial que levou a bombardeiros kamikaze e outras manifestações de fanatismo. Isso, por sua vez, levou à exigência da Declaração de Potsdam para a eliminação "para sempre [de] a autoridade e influência daqueles que enganaram e induziram o povo do Japão a embarcar na conquista mundial". No estado xintoísta, o imperador era considerado um arahitogami (um deus vivo). Após a rendição do Japão, os países aliados emitiram a Diretiva do Xintoísmo separando a religião do Estado no Japão.

### Constituição atual
A constituição prevê um sistema parlamentar de governo e garante certos direitos fundamentais. Em seus termos, o Imperador do Japão é "o símbolo do Estado e da unidade do povo" e exerce um papel puramente cerimonial sem posse de soberania.
A constituição, também conhecida como Constituição do Japão (日本国憲法, Nihonkoku-Kenpō, anteriormente 日本國憲法), a "Constituição do Pós-Guerra" (戦後憲法, Sengo-Kenpō) ou a "Constituição da paz" (平和憲法, Heiwa-Kenpō), foi elaborada sob a ocupação Aliada do Japão após da Segunda Guerra Mundial e tinha como objetivo substituir o anterior sistema militarista e quase absoluto de monarquia do Japão por uma forma de democracia liberal. Atualmente, é um documento rígido e nenhuma alteração posterior foi feita a ele desde sua adoção.

### Educação
Os imperadores tradicionalmente tinham um oficial de educação. Recentemente, o Imperador Taishō tinha o conde Nogi Maresuke, o Imperador Shōwa tinha o Marechal-Almirante e Marquês Tōgō Heihachirō e o Imperador Akihito tinha Elizabeth Gray Vining como sua tutora.

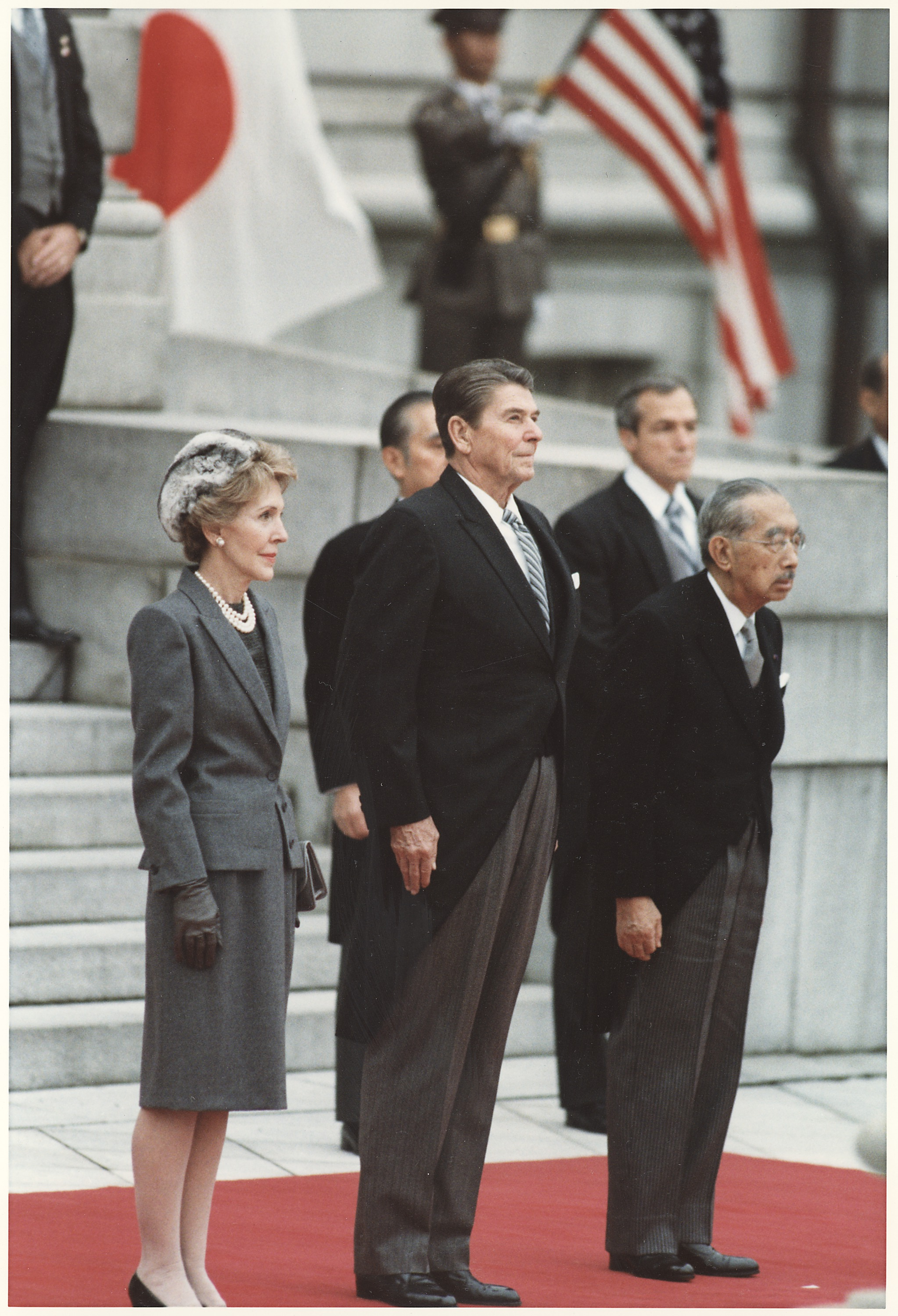
O Presidente dos Estados Unidos Ronald Reagan e o Imperador Hirohito em Tóquio em 1983

## Tratamento e nome
O tratamento dos imperadores do Japão é muitas vezes problemático, devido às diferenças linguísticas e culturais entre o Japão e o mundo ocidental. Há duas palavras em japonês equivalentes à palavra "imperador": tennō (天皇, "soberano celestial"), que é usada exclusivamente para se referir ao Imperador do Japão, e kōtei (皇帝), que é usada primariamente para descrever imperadores não-japoneses. Sumeramikoto ("a pessoa imperial") também foi usada na língua japonesa antiga. O termo tennō foi utilizado pelos imperadores até a Idade Média; no entanto, após um período, passou a ser utilizada novamente a partir do século XIX.
Tradicionalmente, os japoneses consideravam desrespeitoso chamar qualquer pessoa pelo seu nome, e ainda mais para uma pessoa de posição nobre. Essa convenção foi apenas ligeiramente relaxada na era moderna e ainda é desaconselhável entre amigos usar o nome de batismo, sendo o nome de família a forma comum de endereço. No caso da família imperial, é considerado extremamente inapropriado usar o nome dado. Desde o Imperador Meiji, é costume ter uma era por imperador e renomear cada imperador após sua morte usando o nome da era em que ele governou. Antes do Imperador Meiji, os nomes das eras eram mudados com mais frequência, e os nomes póstumos dos imperadores eram escolhidos de forma diferente.[carece de fontes?]
Hirohito, como normalmente é chamado fora do Japão, nunca foi referido por seu nome no Japão. Ele recebeu o nome póstumo de Shōwa Tennō após sua morte, que é o único nome usado atualmente pelos japoneses quando se referem a ele.[carece de fontes?]
O atual imperador no trono é comumente referido na língua japonesa como Tennō Heika (天皇陛下, "Sua Majestade (Imperial), o Imperador"), Kinjō Heika (今上陛下, "Sua Majestade") ou simplesmente Tennō. O Imperador Akihito recebeu o título Daijō Tennō (太上天皇, Imperador Emérito), às vezes encurtado para Jōkō (上皇) desde a sua abdicação em 30 de abril de 2019 e deve ser renomeado como Heisei Tennō (平成天皇) após a sua morte, sendo a partir daí referido exclusivamente por esse nome em japonês.